# Катенулиды
Катенулиды (лат. Catenulida) — класс плоских червей, ранее рассматривавшийся в ранге отряда в составе класса ресничных червей. Относительно небольшие свободноживущие организмы, обитающие в пресной и морской воде. Насчитывают около 100 видов, трудно различимых из-за простоты строения и внутривидовой изменчивости.

## Строение
Катенулиды — просто устроенные мягкотелые животные. Рот расположен спереди и соединяется с простой глоткой (нередко со статоцистом и мерцательными ямками) и простым слепо замкнутым кишечником, выстланным ресничным эпителием. Протонефридий непарный.
Половые железы непарные. В отличие от большинства других плоских червей, мужская половая железа открывается на спинной поверхности животного над глоткой; в женской половой системе отсутствуют обычные протоки и связанные с ними структуры, которые есть у других плоских червей. Сперматозоиды лишены жгутиков, неподвижны. Среди пресноводных представителей распространено бесполое размножение паратомией, которая часто приводит к образованию цепочки соединённых между собой зооидов. Эта особенность определила латинское название группы: от лат. catenula — «маленькая цепь».
Представители рода Paracatenula лишены кишечника и, по-видимому, питаются за счёт имеющихся у них внутриклеточных хемоавтотрофных бактерий-симбионтов.

## Экология
Большинство катенулид обитают на дне пресных водоёмов (болот, прудов, ручьёв), а также влажных наземных местообитаниях. Морские представители были открыты в 1974 году — семейство Retronectidae. Число солоноводных видов относительно пресноводных невелико, на 2008 год было описано 12 видов.
Рацион большинства катенулид состоит из мелких беспозвоночных и водорослей. Некоторые представители, например, род Paracatenula, используют в качестве источника пищи хемоавтотрофных внутриклеточных бактериальных симбионтов.

## Филогения
Монофилия Catenulida подтверждается молекулярными исследованиями и по крайней мере тремя морфологическими синапоморфиями: непарным протонефридием, непарным семенником, залегающим дорсально в передней части тела, и неподвижными сперматозоидами.
Несмотря на отсутствие установленных морфологических синапоморфий, связывающих Catenulida с остальными плоскими червями (Rhabditophora), молекулярные исследования показывают, что они являются сестринскими группами. Все признаки, общие для обеих клад, такие как внутреннее оплодотворение и простая пищеварительная система, встречаются и в других группах.